# Alex von Falkenhausen Motorenbau
L'Alex von Falkenhausen Motorenbau (abbreviato in AFM) è stato un team tedesco di Formula 1 nelle stagioni 1952 e 1953. 
Fu fondata da Alex von Falkenhausen, già ingegnere nello sviluppo della BMW 328, insieme a Alfred Boning, Ernst Loof e Fritz Fiedler. La 328 fu una vettura che dominò le gare sport europee alla fine degli anni trenta e vinse la Mille Miglia nel 1940.
Dopo la Seconda guerra mondiale von Faulkenhausen aprì un garage a Monaco di Baviera, dove trasformò alcune 328 in vetture monoposto.
Nel 1949 costruì la sua prima auto, la AFM-1 da Formula 2.
Dopo alcune vittorie la scuderia AFM partecipò a quattro gare del Campionato mondiale di Formula 1 tra il 1952 e 1953, anni aperti anche alle vetture di Formula 2. Miglior risultato fu il nono posto di Helmut Niedermayr al Gran Premio di Germania 1952.

## Principali piloti
- Hans Stuck (1952-1953) 3 GP
- Willi Heeks (1952): 1 GP
- Helmut Niedermayr (1952): 1 GP
- Ludwig Fischer (1952 1 GP
- Willi Krakau (1952): 1 GP
- Theo Fitzau (1953): 1 GP
- Karl-Günther Bechem (1953): 1 GP

## Risultati in Formula 1

### Risultati della Alex von Falkenhausen Motorenbau
| Anno | Vettura | Motore        | Gomme | Piloti |     |  |  |  |  |  |  |  | Punti | Pos. |
| ---- | ------- | ------------- | ----- | ------ | --- |  |  |  |  |  |  |  | ----- | ---- |
| 1952 | AFM     | Küchen 2.0 V8 | E     | Stuck  | Rit |  |  |  |  |  |  |  | 0     | -    |

### Risultati di altre vetture AFM
| Anno | Vettura | Motore     | Gomme      | Piloti |  |  |  |  |    |     |  |  |  | Punti | Pos. |
| ---- | ------- | ---------- | ---------- | ------ |  |  |  |  | -- | --- |  |  |  | ----- | ---- |
| 1952 | AFM     | BMW 2.0 L6 |            | Heeks  |  |  |  |  |    | Rit |  |  |  |       |      |
| 1952 | AFM     | BMW 2.0 L6 | Niedermayr |        |  |  |  |  | 9  |     |  |  |  |       |      |
| 1952 | AFM     | BMW 2.0 L6 | Fischer    |        |  |  |  |  | NP |     |  |  |  |       |      |
| 1952 | AFM     | BMW 2.0 L6 | Krakau     |        |  |  |  |  | NP |     |  |  |  |       |      |

| Anno | Vettura | Motore      | Gomme | Piloti |  |  |  |  |  |  |     |  |    | Punti | Pos. |
| ---- | ------- | ----------- | ----- | ------ |  |  |  |  |  |  | --- |  | -- | ----- | ---- |
| 1953 | AFM 6   | Bristol BMW | D     | Stuck  |  |  |  |  |  |  | Rit |  | 14 |       |      |
| 1953 | AFM 6   | Bristol BMW | D     | Fitzau |  |  |  |  |  |  | Rit |  |    |       |      |
| 1953 | AFM 6   | Bristol BMW | D     | Bechem |  |  |  |  |  |  | Rit |  |    |       |      |

| Legenda | 1º posto     | 2º posto | 3º posto    | A punti         | Senza punti/Non class.  | Grassetto – Pole position Corsivo – Giro più veloce |
| Legenda | Squalificato | Ritirato | Non partito | Non qualificato | Solo prove/Terzo pilota | Grassetto – Pole position Corsivo – Giro più veloce |